# Fierljeppen

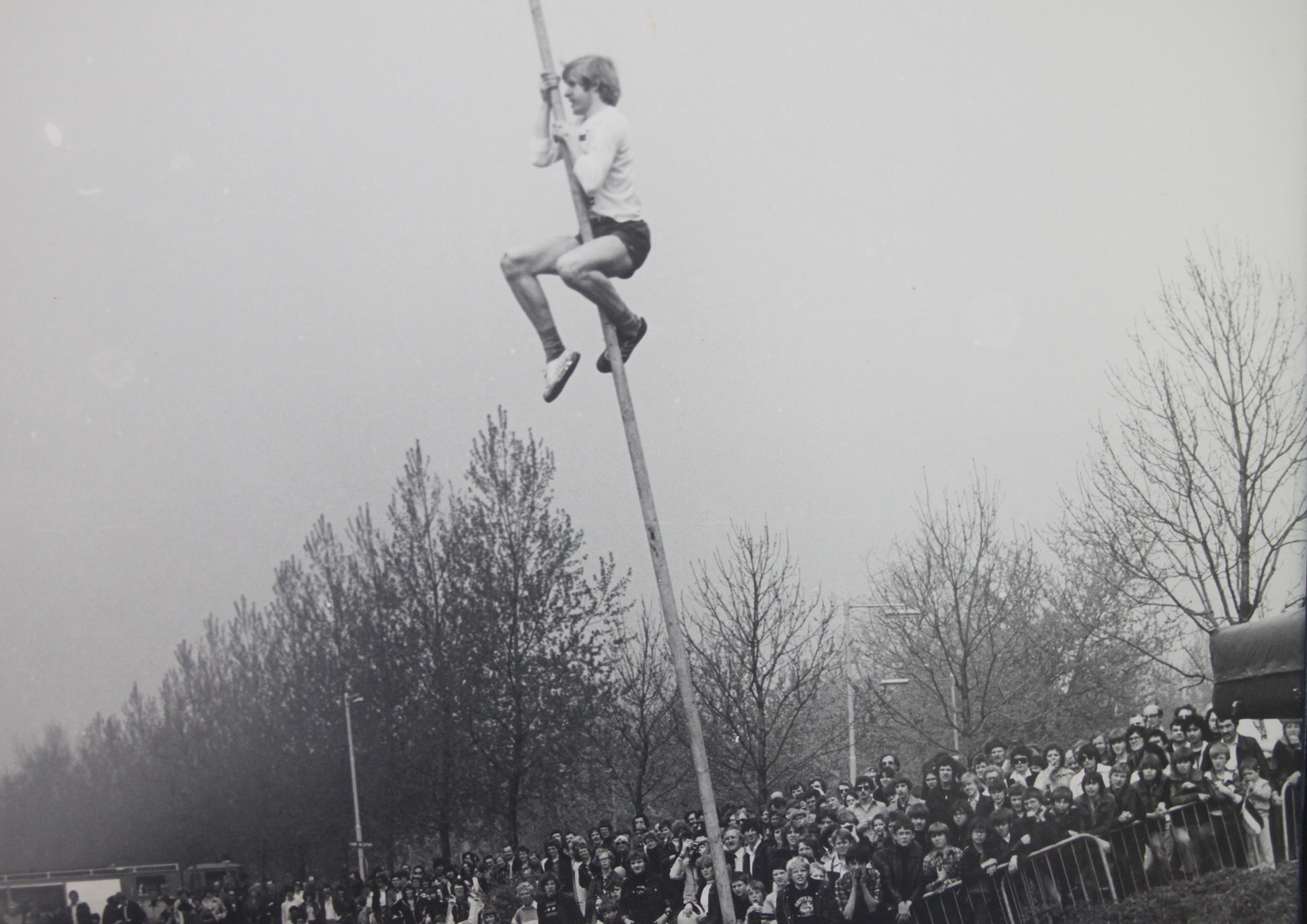
Soutěžící ve fierljeppenu

Fierljeppen nebo také polsstokverspringen je fríský národní sport, podobný skoku o tyči. Úkolem závodníka je skočit co nejdále pomocí dlouhého bidla. Sport se vyvinul z potřeby místních obyvatel překonávat četné vodní kanály. Poprvé je doložen ve 12. století, první oficiální soutěž se konala v srpnu 1767.
Tyč na fierljeppen je dlouhá osm až třináct metrů a na spodním konci je opatřená destičkou proti zaboření do bahna. Původně se vyráběla ze dřeva, od roku 2006 se používají tyče z karbonových vláken. Závodník se rozběhne, vyskočí na tyč zaraženou v nádrži s vodou, vyšplhá na její vrchol a překotí se s ní vlastní vahou do písčitého doskočiště.
Světový rekord ve skoku do dálky je 22,21 m a vytvořil ho v roce 2017 Jaco de Groot.